# Vjekoslav Prvčić
Vjekoslav Prvčić (Koprivnica, 2. lipnja 1951.), hrvatski književnik. 
Nakon školovanja u rodnoj Koprivnici studirao je novinarstvo u Zagrebu. Radio je na mnoštvu pozicija u poduzeću Podravka, od pomoćnika strojara, do servisera, novinara i organizatora izložbi. Godine 1989. zajedno sa suprugom Vesnom osniva knjižaru "Mali princ", koja kasnije postaje nakladničko poduzeće. Bio je urednik i nakladnik "Koprivničkih novina". Objavio je nekoliko knjiga i jedan roman. Član je Društva književnika Hrvatske, a bio je i predsjednik Matice hrvatske - Ogranka Koprivnica.